# Shut Up (Madness)
"Shut Up" is een single uit 1981 van de Britse ska-popband Madness. Het is geschreven door zanger Graham 'Suggs' McPherson en werd in Engeland de achtste top 10-hit op rij; in Nederland was het de zesde top 40-notering. De B-kant is het instrumentale "A Town With No Name". De hoes is ontworpen door graficus Paul Clewley (inmiddels overleden) die een door de band uitgeschreven wedstrijd won, en twee jaar later ook voor de hoes van Wings of a Dove tekende.

## Achtergrond
"Shut Up" was oorspronkelijk bedoeld als een epos van tien minuten maar moest drastisch worden ingekort waarbij ook de titelzin kwam te vervallen. Het restant gaat over een inbreker die tegenover de politie beweert onschuldig te zijn en slechts op de uitkijk te hebben gestaan, wat hem nog altijd medeplichtig maakt.
"Pass the blame and don't blame me"
"Just close your eyes and count to three (one, two, three)"
"Then I'll be gone and you'll forget"
"The broken window tv-set"
Naar goed gebruik kwam Madness met een humoristische videoclip waarin Suggs de gemaskerde inbreker speelt en de overige bandleden een  Keystone Kops-achtige act opvoeren; saxofonist Lee Thompson maakt het zichzelf extra moeilijk door met clownsschoenen te rennen.
"Shut Up" verscheen in september 1981 als voorbode van het album 7; in Japan was het de B-kant van het aldaar uitgebrachte "In the City". Ter promotie verscheen Madness in Engeland in de Kenny Everett Show en in Top of the Pops, wederom verkleed als politie-agenten. Tussendoor kwam de band naar de Toppop-studio om  zowel "Shut Up" als de Nederlandse opvolger "Mrs. Hutchinson" te playbacken; ditmaal droegen ze kilts, de podiumoutfits voor hun op stapel staande concerten in Schotland.
"Shut Up" werd ook live een succes en is nog altijd een vast onderdeel van het repertoire.
Suggs · Mike Barson · Lee Thompson · Chris Foreman · Mark Bedford · Daniel Woodgate · Chas Smash